# Campeonato Asiático de Ginástica Rítmica de 2025
O XVI Campeonato Asiático de Ginástica Rítmica e o XXI Campeonato Asiático Juvenil de Ginástica Rítmica serão realizados na OCBC Arena em Singapura, de 16 a 18 de maio de 2025. Em 2025, o evento também será chamado de Campeonato de Ginástica Rítmica da Oceania, com as ginastas da Austrália e da Nova Zelândia sendo classificadas separadamente das competidoras asiáticas.

## Medalhistas

### Sênior
Fonte: 
| Evento            | Ouro                  | Prata                 | Bronze                |
| ----------------- | --------------------- | --------------------- | --------------------- |
| Equipes           |                       |                       |                       |
| Equipes           | Uzbequistão           | Cazaquistão           | Japão                 |
| Individual        |                       |                       |                       |
| Geral             | Takhmina Ikromova     | Anastasiya Sarantseva | Aibota Yertaikyzy     |
| Arco              | Takhmina Ikromova     | Mirano Kita           | Anastasiya Sarantseva |
| Bola              | Anastasiya Sarantseva | Reina Matsusaka       | Takhmina Ikromova     |
| Maças             | Takhmina Ikromova     | Reina Matsusaka       | Aiym Meirzhanova      |
| Fita              | Aibota Yertaikyzy     | Nataliya Usova        | Reina Matsusaka       |
| Grupo             |                       |                       |                       |
| Geral             | Cazaquistão           | Coreia do Sul         | Uzbequistão           |
| 5 fitas           | Uzbequistão           | Cazaquistão           | Coreia do Sul         |
| 3 bolas + 2 arcos | Cazaquistão           | Uzbequistão           | Coreia do Sul         |

### Juvenil
Fonte: 
| Evento     | Ouro                | Prata                | Bronze               |
| ---------- | ------------------- | -------------------- | -------------------- |
| Equipes    |                     |                      |                      |
| Equipes    | Uzbequistão         | Cazaquistão          | Coreia do Sul        |
| Individual |                     |                      |                      |
| Geral      | Wang Qi             | Akmaral Yerekesheva  | Layan Behbehani      |
| Arco       | Wang Qi             | Viktoriya Nikiforova | Sofia Iarovaia       |
| Bola       | Akmaral Yerekesheva | Sofiya Usova         | Wang Qi              |
| Maças      | Wang Qi             | Akmaral Yerekesheva  | Viktoriya Nikiforova |
| Fita       | Akmaral Yerekesheva | Sofiya Usova         | Wang Qi              |
| Grupo      |                     |                      |                      |
| Geral      | Uzbequistão         | Cazaquistão          | Malásia              |
| 5 arcos    | Cazaquistão         | Uzbequistão          | Japão                |
| 5 maças    | Cazaquistão         | Coreia do Sul        | Uzbequistão          |

## Quadro de medalhas
*   país anfitrião (Singapura)
| Pos.               | País               | Ouro | Prata | Bronze | Total |
| ------------------ | ------------------ | ---- | ----- | ------ | ----- |
| 1                  | Uzbequistão        | 8    | 7     | 5      | 20    |
| 2                  | Cazaquistão        | 7    | 6     | 2      | 15    |
| 3                  | China              | 3    | 0     | 2      | 5     |
| 4                  | Japão              | 0    | 3     | 3      | 6     |
| 5                  | Coreia do Sul      | 0    | 2     | 3      | 5     |
| 6                  | Kuwait             | 0    | 0     | 1      | 1     |
| 6                  | Malásia            | 0    | 0     | 1      | 1     |
| 6                  | Quirguistão        | 0    | 0     | 1      | 1     |
| Total (8 entradas) | Total (8 entradas) | 18   | 18    | 18     | 54    |